# Sumitomo Life
Sumitomo Life Insurance Company (住友生命保険相互会社, Sumitomo Seimei Hoken Sōgo-gaisha, Sumisei) est une compagnie d'assurance vie japonaise. Elle est fondée en 1907, et a son siège à Osaka.
Elle fait partie du conglomérat industriel Sumitomo.

## Histoire
En août 2015, Sumitomo Life annonce l'acquisition de Symetra pour 3,8 milliards de dollars,.